# Francesco Cossiga

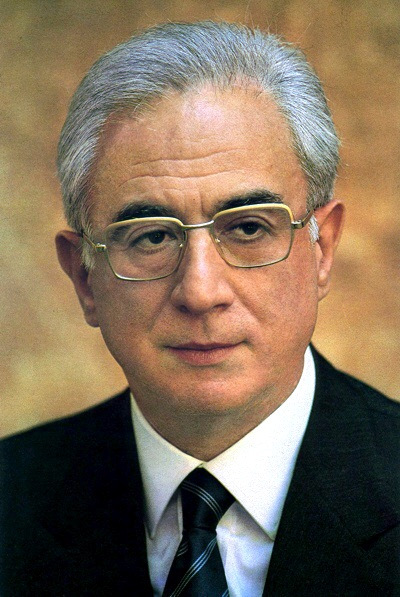
Francesco Cossiga

Francesco Maurizio Cossiga (* 26. Juli 1928 in Sassari, Sardinien; † 17. August 2010 in Rom) war ein italienischer Politiker der Democrazia Cristiana. Er war Ministerpräsident (1979–1980), Präsident des Senats (1983–1985) sowie Staatspräsident (1985–1992) der Republik Italien.

## Bildung
Cossiga, Sohn von Giuseppe Cossiga und Maria Zanfarino, legte im Alter von 16 Jahren die Matura ab und schloss 1948 sein Jurastudium ab. Anschließend wurde er Dozent für Verfassungsrecht an der Universität Sassari.

## Politische Karriere
Als 17-Jähriger trat Cossiga 1945 der Democrazia Cristiana bei und war 1956–58 deren Provinzsekretär in Sassari. Er wurde 1958 erstmals in die Camera dei deputati gewählt. Als Abgeordneter des Wahlkreises von Cagliari gehörte er dem Unterhaus des italienischen Parlaments während sechs Legislaturperioden bis 1983 an. Von 1966 bis 1970 war er Staatssekretär im Verteidigungsministerium unter mehreren Regierungen.
Sein eigentlicher politischer Aufstieg begann jedoch erst Mitte der 1970er Jahre; so war er von 1974 bis 1976 Minister ohne Geschäftsbereich für Organisation der öffentlichen Verwaltung im Kabinett Moro IV und dann von Februar 1976 bis Mai 1978 Innenminister in den Kabinetten Moro V sowie Andreotti III und IV. Es waren die anni di piombo („bleiernen Jahre“), die von rechts- und linksextremer Gewalt geprägt waren. Am 12. März 1977 ließ Cossiga Panzerwagen des Typs M113 in den Straßen um die Universität Bologna auffahren, um heftige Studentenproteste und Ausschreitungen zu zerstreuen, nachdem ein Carabiniere den Lotta-Continua-Aktivisten Francesco Lorusso erschossen hatte. In der radikalen Linken war Cossiga seither besonders verhasst und wurde in Graffiti als KoSSiga (mit doppelter Siegrune) beschimpft. Während der Entführung seines politischen Mentors und Weggefährten Aldo Moro lehnte er Verhandlungen mit den Roten Brigaden ab. Nach der Ermordung Moros trat Cossiga von seinem Amt zurück.
Im August 1979 wurde Cossiga schließlich selbst Ministerpräsident einer Übergangsregierung aus DC, Liberaler Partei (PLI), Sozialdemokratischer Partei (PSDI) und Parteilosen. Im April 1980 bildete er seine zweite Regierung als Koalitionskabinett zwischen DC sowie der Sozialistischen Partei (PSI) und der Republikanischen Partei (PRI). Zwar wurde diese 39. Nachkriegsregierung noch bei den Regionalwahlen durch Gewinne der DC im Juni 1980 gestärkt, jedoch kam es im September 1980 zum Rücktritt nach einer Niederlage bei der Abstimmung über das Stabilitätsprogramm Cossigas.
1983 wurde Cossiga als Vertreter Sardiniens in den Senato della Repubblica gewählt und dort sogleich zum Präsidenten dieser Parlamentskammer gekürt.

## Amtszeit als Präsident
Am 24. Juni 1985 wurde Cossiga bereits im ersten Wahlgang mit einer Zweidrittelmehrheit als Nachfolger von Alessandro Pertini zum Präsidenten der Republik gewählt. Seine siebenjährige Amtszeit trat er am 9. Juli 1985 an. Er war der bislang jüngste Staatspräsident Italiens. Zunächst übte er sein Amt im Rahmen des Üblichen sehr zurückhaltend und rein repräsentativ aus. Mit der Zeit entwickelte er sich jedoch zu einem heftigen Kritiker des erstarrten Parteiensystems, der für seine esternazioni („Äußerungen“) oder picconate („Schläge mit der Spitzhacke“) berüchtigt war.
Mit der Enthüllung der antikommunistischen Stay-behind-Organisation Gladio im Jahr 1990 wurde auch Cossigas Beteiligung an dieser während seiner Zeit als Verteidigungs-Staatssekretär in den 1960er-Jahren bekannt. Während er seine Rolle in der Führung von Gladio zugab, bestritt er Verbindungen zu rechtsextremem Terror wie dem 1969 vom Ordine Nuovo unter falscher Flagge verübten Bombenanschlag auf der Piazza Fontana in Mailand, den die Polizei zunächst dem Anarchisten Giuseppe Pinelli angelastet hatte. Die aus der Kommunistischen Partei hervorgegangene Demokratische Linkspartei (PDS) beantragte im Dezember 1991 die Amtsenthebung Cossigas, fand dafür aber keine Mehrheit. Am 28. Mai 1992 trat Cossiga – zwei Monate vor dem regulären Ende seiner Amtszeit – zurück.

## Nach der Präsidentschaft
Cossiga übte anschließend das ehemaligen Präsidenten zustehende Mandat des Senators auf Lebenszeit aus. Er saß zunächst in der Gruppo Misto der Fraktionslosen. Im Februar 1998 kehrte er ins politische Rampenlicht zurück, als er das Bündnis Unione Democratica per la Repubblica (UDR) initiierte. Dieses beinhaltete mehrere kleinere Parteien der politischen Mitte (CDU, CDR, SOLE) sowie Überläufer von Forza Italia und Alleanza Nazionale, die das Mitte-rechts-Bündnis von Silvio Berlusconi verließen und stattdessen der Mitte-links-Regierung von Romano Prodi zu einer Mehrheit verhalfen. Die UDR gründete sich im Juni 1998 als politische Partei und wählte Cossiga zu ihrem Ehrenvorsitzenden. Ziel war die Bildung einer großen Sammelpartei der politischen Mitte nach dem Vorbild der früheren Democrazia Cristiana oder der CDU in Deutschland. Bereits im Februar 1999 zerbrach die UDR jedoch wieder. Einige Monate später gründete Cossiga mit seinen Anhängern eine neue Partei namens Unione per la Repubblica (UpR), die bis 2001 existierte.
Später sorgte Cossiga gelegentlich noch durch diverse politische Wortmeldungen für Aufsehen. So hatte er etwa drei Entwürfe für ein Verfassungsgesetz zur Abhaltung eines Referendums über die Unabhängigkeit Südtirols und eine etwaige Rückgliederung nach Österreich im italienischen Parlament eingereicht, die jedoch von der Südtiroler SVP-Landesregierung abgelehnt wurden und daher im Sande verliefen.
Im November 2007 machte sich Cossiga in einem Interview mit dem Corriere della Sera in ironischer Weise über linke Verschwörungstheoretiker lustig. Dort sagte er, demokratische Kreise in den USA und Europa und vor allem linke Kreise in Italien wüssten genau, dass die Anschläge vom 11. September 2001 „mit Unterstützung von CIA und Mossad geplant und durchgeführt“ wurden, um Interventionen in Afghanistan und im Irak möglich zu machen. Anlässlich des 30. Jahrestages des Absturzes von Flug 870 vor Ustica riet Cossiga recherchierenden Journalisten „besser ins Ausland zu gehen, da ihnen sonst etwas zustoßen könne – eine Lebensmittelvergiftung oder ein Zusammenstoß mit einem Lkw“.
Zuletzt war Cossiga parteilos und Mitglied der Fraktion UDC, SVP e Autonomie im Senat.

## Ehe und Tod
Cossiga war seit 1960 mit Giuseppa Sigurani (1937–2018) verheiratet; sie hatten zwei Kinder, Annamaria und Giuseppe. 1993 trennte sich das Paar, und 1998 wurde die Ehe geschieden.
Francesco Cossiga wurde am 8. August 2010 wegen eines Herz-Kreislauf-Versagens in die Gemelli-Klinik in Rom eingeliefert. Nach einem Rückfall einige Tage später starb er dort im Alter von 82 Jahren am 17. August 2010.

## Sonstiges
Francesco Cossiga führte als Staatspräsident folgende offizielle Auslandsreisen durch:
- 1985: Norwegen, Vatikanstadt, Schweiz
- 1986: Jugoslawien, Belgien, BR Deutschland, Irland, Kanada, Spanien, BR Deutschland, Vereinigtes Königreich
- 1987: Irland (privat), Vereinigtes Königreich, Israel
- 1988: Portugal, Singapur und Australien und Neuseeland
- 1989: Afrikareise im Februar nach Ägypten, Kenia, Sambia, Mosambik, Simbabwe und Somalia; Japan, Polen, BR Deutschland (privat), Vereinigte Staaten, Algerien
- 1990: Frankreich, Vatikanstadt, San Marino, Vereinigtes Königreich, Deutschland
- 1991: Frankreich, Island, Vereinigte Staaten, Vatikanstadt, Tschechoslowakei und Ungarn, Albanien, Spanien, Malta, Deutschland, Schweiz und Liechtenstein, Slowenien, Spanien
- 1992: Vereinigte Staaten (und Vereinigtes Königreich, privat), Kroatien und Slowenien, Portugal, Frankreich, Deutschland und Vereinigtes Königreich und Belgien, Polen und Russland, Vereinigte Staaten, Vatikanstadt.

Cossiga besuchte auch das Völkerrechtssubjekt Souveräner Malteserorden mit Sitz in Rom.